# Rafah (Égypte)
Pour l’article homonyme, voir Rafah.
Rafah, en arabe رفح, est une localité d'Égypte situé à l'extrémité nord-est du pays, sur la mer Méditerranée, frontalière avec la bande de Gaza et Israël au sud-ouest de ces derniers. Elle abrite notamment l'un des rares postes-frontières ouvert permettant une communication terrestre avec la bande de Gaza.

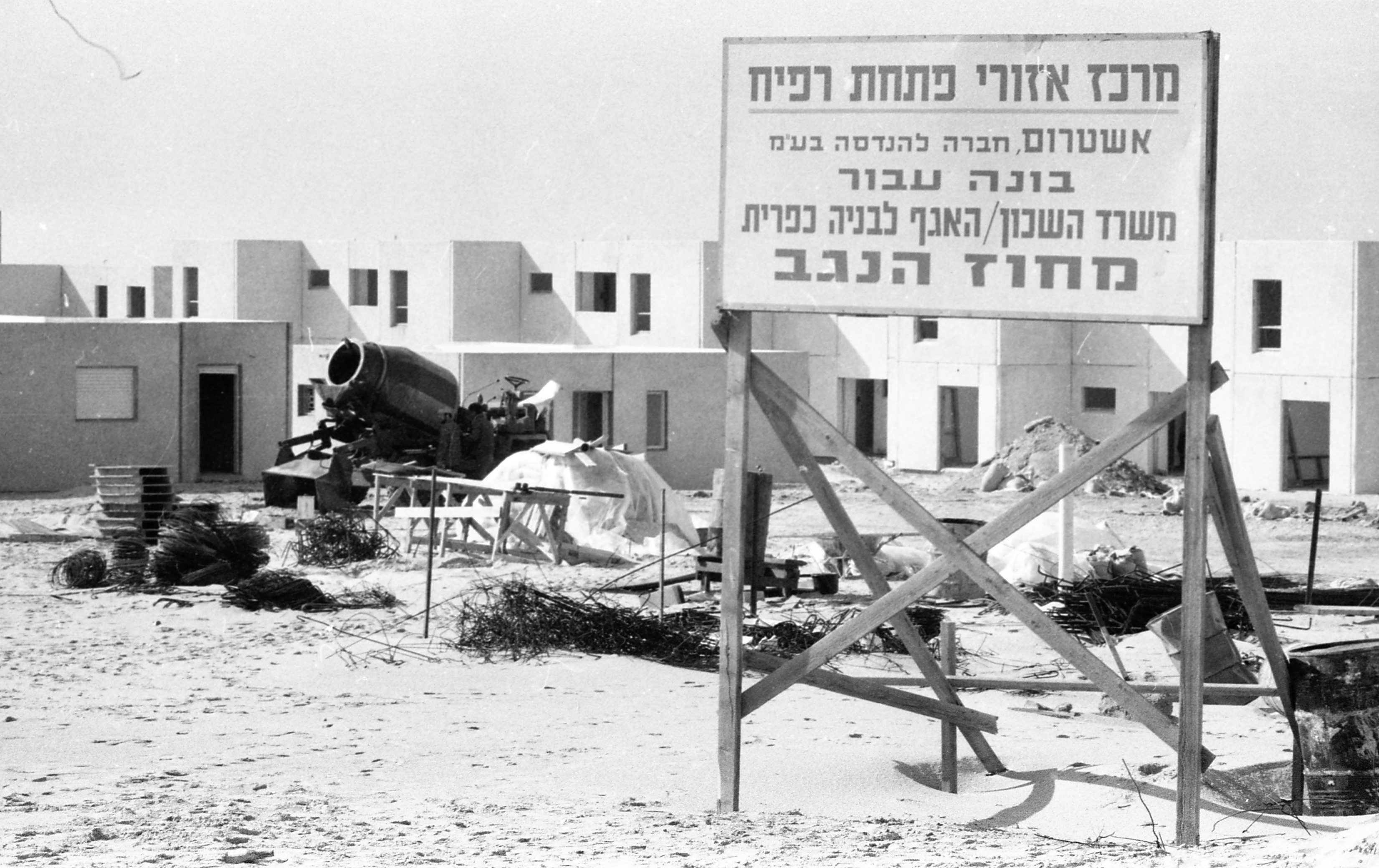
Constructions de maisons israéliennes à Rafah, dans le Sinaï occupé, 1975.